# Trachysphyrus aglaus
Trachysphyrus aglaus är en stekelart som beskrevs av Porter 1967. Trachysphyrus aglaus ingår i släktet Trachysphyrus och familjen brokparasitsteklar. Inga underarter finns listade i Catalogue of Life.